# راونو
راونو (به لاتین: Ravno) یک منطقهٔ مسکونی در بوسنی و هرزگوین است که در  Ravno Municipality  واقع شده‌است. راونو ۲۸۶ کیلومتر مربع مساحت و ۳٬۳۲۸ نفر جمعیت دارد.